# Husa

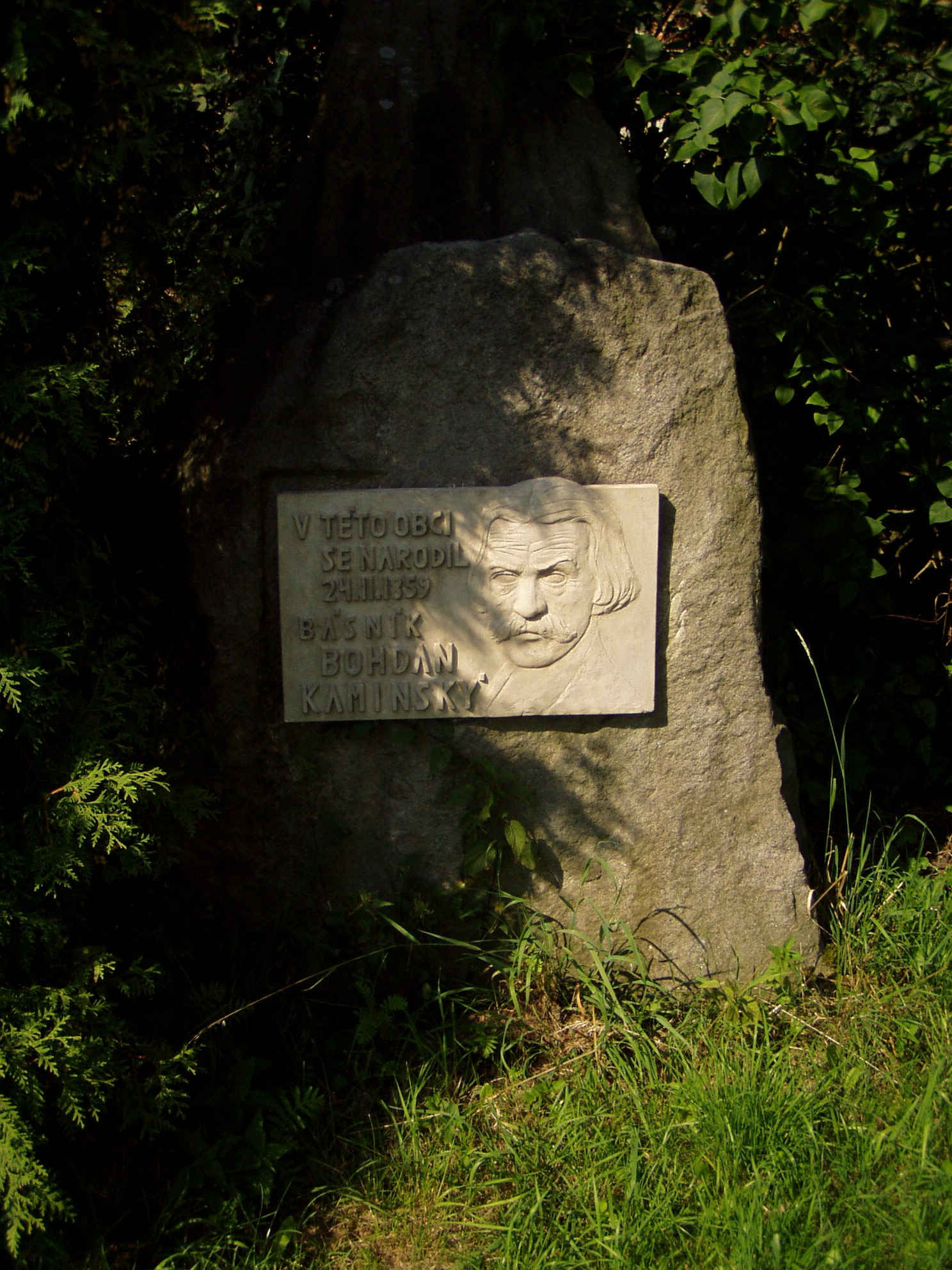
Gedenktafel für Bohdan Kaminský

Husa (deutsch Hussa) ist ein Ortsteil der Gemeinde Paceřice in Tschechien. Er liegt fünf Kilometer südlich von Hodkovice nad Mohelkou und gehört zum Okres Liberec.

## Geographie
Husa befindet sich linksseitig über dem Tal der Mohelka in der Turnovská pahorkatina (Turnauer Hügelland). Im Osten führt die Schnellstraße R 35 / E 442 vorbei, dort liegt die Abfahrt 40 Paceřice. Südwestlich verläuft die Bahnstrecke Pardubice–Liberec; die nächste Bahnstation Doubí u Turnova liegt anderthalb Kilometer südlich.
Nachbarorte sind Stádlo, Zlatá Hvězda und Žďárek im Norden, Zádraha und Odolenovice im Nordosten, Studnice und Jenišovice im Osten, Paceřice im Südosten, Lažany und Doubí im Süden, Čičavy, Albrechtice und Zásada im Südwesten, Kamení, Rybník und Sychrov im Westen sowie Radostín und Sedlejovice im Nordwesten.

## Geschichte
Auf den Fluren von Husa befand sich seit dem 14. Jahrhundert das Dorf und der Vorwerkshof Svojkov. Svojkov befand sich im Grenzbereich der Herrschaften Skal und Aicha, zwischen denen es aufgeteilt war. Im 15. Jahrhundert gelangte das ganze Dorf zur Herrschaft Skal.
Später ging es an die Herrschaft Rohozec und Svijany über. Während des Dreißigjährigen Krieges erlosch Svojkov und blieb wüst.
Nachdem Vincenz Lamotte von Frintropp 1669 die Herrschaft Albrechtitz erworben hatte, errichteten die Lamotte ab 1690 an der Stelle der wüsten Feste Svojkov das barocke Schloss Sychrov. An der alten Handelsstraße zwischen Böhmen und der Oberlausitz entstand die Ausspanne U divoké husy (Zur Wilden Gans), deren Existenz seit 1721 belegt ist. Um den Gasthof und eine Schmiede entwickelte sich eine kleine Ansiedlung, die den Namen Husa erhielt.
Nach den Lamotte folgten ab 1749 die Grafen von Waldstein und ab 1812 die Fürsten Rohan als Besitzer. Diese schlossen das gesamte Dorf an ihre Herrschaft Sychrov an.
Im 19. Jahrhundert entstand östlich des Dorfes die neue Kaiserstraße von Turnov nach Liebenau. Für den Umbau des Schlosses Sychrov wurde in den 1840er Jahren in Husa eine Ziegelei mit Ringofen errichtet. Zu dieser Zeit wurde Husa bekannt durch die Bildschnitzerwerkstatt von Petr Bušek und dessen Söhnen Dominik und Konstantin. Ein weiterer Sohn Petr Bušeks erlangte unter dem Pseudonym Bohdan Kaminský Bekanntheit als Dichter und Übersetzer. Die Bušek-Werkstatt, die zunächst in Husa Nr. 18, wo auch Bohdan Kaminský geboren wurde, wirkte vor allem auf den Gebieten der Fürstlich-Rohanschen Besitzungen. Unter Dominik Bušek zog die Werkstatt 1890 in die Villa Fialka.
Nach der Aufhebung der Patrimonialherrschaften bildete Husa ab 1850 einen Ortsteil der Gemeinde Štveřín im Bezirk Turnov. Im Jahre 1859 wurde südlich von Husa die Eisenbahnstrecke erbaut. Das Gasthaus "U Pecinů" diente während des Eisenbahnbaus als Ambulanz und Lazarett für die Arbeiter.
Nach dem Zweiten Weltkrieg wurden 1945 die Fürsten Rohan enteignet. Zwölf Familien verließen in dieser Zeit das Dorf und zogen nach der Vertreibung der Sudetendeutschen nach Jílové, Hodkovice nad Mohelkou, Liberec und Šluknov. Mit Beginn des Jahres 1961 wurde Husa nach Sychrov eingemeindet und kam zugleich zum Okres Liberec. In den nachfolgenden Jahren wurde "Velký Sychrov" zu einem "sozialistischen Dorf" ausgebaut. Dabei entstanden auch in Husa neue Wohngebäude und es erfolgte der Zuzug von Einwohnern. Seit 1990 ist Husa ein Ortsteil von Paceřice. 1997 wurde die Schnellstraße R 35 fertiggestellt. 1991 hatte der Ort 124 Einwohner. Im Jahre 2001 bestand das Dorf aus 32 Häusern, in denen 131 Menschen lebten.

## Sehenswürdigkeiten
- Schloss Sychrov, westlich des Dorfes
- Villa Fialka, sie entstand um 1843 für Václav Mašek. 1890 kaufte Fürst Kamil Rohan die Villa für seinen Bildschnitzer Dominik Bušek
- hölzerne Chaluppen
- Gedenktafel für Bohdan Kaminský
- Lindenallee von der Kaiserstraße zum Schloss Sychrov, nördlich des Dorfes
- Gasthaus "U divoké husy"

## Persönlichkeiten

### Söhne und Töchter des Ortes
- Antonín Beran (1811–1845), einer Gründer der Matice česká
- Petr Bušek (1824–1894), böhmischer Holzschnitzer des 19. Jahrhunderts
- Bohdan Kaminský (1859–1929), eigentlich Karel Bušek, tschechischer Dichter und Übersetzer, Sohn von Petr Bušek

### In Husa wirkten
- der Gründer der Automobilfirma Laurin & Klement, Václav Laurin arbeitete in jungen Jahren beim Schlossermeister Kovář in Husa Nr. 90